# (37614) 1993 FT47
1993 FT47 (asteroide 37614) é um asteroide da cintura principal. Possui uma excentricidade de 0.04839570 e uma inclinação de 3.89553º.
Este asteroide foi descoberto no dia 19 de março de 1993 por UESAC em La Silla.